# شهرستان لیک (اوهایو)
شهرستان لیک، اوهایو (به انگلیسی: Lake County, Ohio) یک سکونتگاه مسکونی در ایالات متحده آمریکا است که در اوهایو واقع شده‌است.